# Movimientos de pobladores en Chile
El denominado Movimientos de pobladores en Chile se refiere a un movimiento del siglo XX de carácter izquierdista que reivindicaba que el Estado debería brindar viviendas de manera gratuita a ciudadanos de escasos recursos.[cita requerida]

## Historia
Al inicio de la dictadura militar el movimiento de pobladores, quienes ocupaban ilegalmente terrenos, fue desarticulado y muchos de sus dirigentes muertos o detenidos.
El fin de la Unidad Popular y el cambio de modelo económico se produjo con la transición al neoliberalismo significó la reducción de ayuda estatal y la legitimación de la causa de los ocupantes por parte del Estado. Aunque en sus comienzos la dictadura implementó medidas asistencialistas para cooptarlos, la historiadora Verónica Valdivia ha señalado que su impacto fue limitado Para subsistir los pobladores debieron recurrir a la solidaridad y a la economía informal. y al apoyo de parroquias católicas La Crisis económica propició desde 1983 las Jornadas de Protesta Nacional, protagonizadas principalmente por jóvenes desempleados en las poblaciones de Santiago vinculadas a la izquierda y extrema izquierda. Augusto Pinochet respondió intensificando la represión y desde 1985 las protestas fueron perdiendo convocatoria. El impacto de las protestas en el fin de la dictadura ha sido discutido.
En 1986 se conformó la Central Unitaria de Pobladores (CUP), un frustrado intento de organización nacional. En la transición a la democracia, el movimiento de pobladores perdió relevancia. Su desmovilización ha sido interpretada por el sociólogo Eugenio Tironi como una expresión de sus anhelos de integración social y de su rechazo a la violencia política, mientras que para el historiador Gabriel Salazar los pobladores habrían desarrollado nuevas prácticas de resistencia basadas en la identidad y la autogestión.
El acceso a una vivienda estatal ha sido la consigna del movimiento izquierdista.[cita requerida] La dictadura implementó una política habitacional neoliberal, con la liberalización del mercado del suelo, la expansión de los límites urbanos y la entrega de subsidios. A mediados de los 80' comenzó la construcción de un nuevo tipo de viviendas sociales, instaladas en la periferia para ser entregadas a pobladores de campamentos erradicados de comunas acomodadas. Los gobiernos de la Concertación aumentaron la construcción de viviendas sociales. Sin embargo, por su localización periférica, los equipamientos de salud, educación y transporte siguieron siendo insuficientes, pese a ciertas mejoras. Estas viviendas evidenciaron su mala calidad durante las Lluvias de 1997 cuando muchas se inundaron y debieron ser forradas con nylon.
Pese al aumento de beneficios sociales y a la disminución de la pobreza, los pobladores han sido afectados por la "nueva pobreza urbana" caracterizada por marginalidad, concentración de la pobreza, desempleo, precariedad laboral, hacinamiento, delincuencia, drogadicción y narcotráfico. La focalización de la ayuda estatal y la participación política local de los pobladores han sido canalizadas por las municipalidades.
| Gabriel Gonzáles Videla (1947-52) | Carlos Ibáñez del Campo (1952-58) | Jorge Alessandri (1959-1964) | Eduardo Frei Montalva (1965-70) | Salvador Allende (1971-73) | Augusto Pinochet (1974-1979) | Augusto Pinochet (1980-1985) | Augusto Pinochet (1986-1987) |
| --------------------------------- | --------------------------------- | ---------------------------- | ------------------------------- | -------------------------- | ---------------------------- | ---------------------------- | ---------------------------- |
| 12,5                              | 10,6                              | 18,6                         | 31,5                            | 63,0                       | 17,5                         | 41,0                         | 48,5                         |